# AI受診相談ユビー
症状検索エンジン「ユビー」（旧：AI受診相談ユビー）とは、患者として医療機関を受診する前の生活者が、自分の病気や対処法を調べるという目的で開発されたサービス。
生活者は無料で利用でき、登録も不要。「今の自分の状態」を回答していくことで、関連する病名や、近隣の適切な診療科を標榜する医療機関の情報など、医療機関の受診に関する情報を調べることができる。
サービスの開発および提供は、Ubie株式会社による。生活者のパソコンあるいはスマートフォン上で操作し、自宅から受診行動に関する相談ができるサービス。

## 機能
症状検索エンジン「ユビー」は、気になる症状と徴候などいくつかの質問に答えることで、大きく3つの機能を利用できる。
1. 関連する病気や、対処法が調べられる
2. 受診に適した診療科が調べられ、近隣の医療機関（病院やクリニック）を見つけられる
3. 自らの回答結果を医療機関に連携できる

ただし、サービスの目的と位置づけとして、公式サイトには次のような記述がある。

## 特徴
症状検索エンジン「ユビー」の利用は、ユーザー登録などを必要としていない。
最初に年齢と性別を入力し「一番気になる症状」を入力すると、それと関連する症状の選択肢が提示される。順番に20問程度の質問に答えていくと、自分の今の状態、症状と関連する可能性のある病名、適切な診療科、自分の位置情報を基にした近隣の医療機関などが提示される。近隣の医療機関は、医療機関名、標榜する診療科、受付時間、住所、アクセス方法、公式サイト、電話番号などの情報が確認できる。
症状検索エンジン「ユビー」のブレインとなるAIエンジン（人工知能によりさまざまなサービスを提供する仕組み）は、ユビーAI問診と同じアルゴリズムで動いており、利用する生活者を適切な受診行動へと導くことを目指している。
尚、2020年4月より「AI受診相談新型コロナウイルス版」としての無償提供が始まった（2021年3月2日現在、無償提供期間は2021年3月31日までの予定となっている）。コロナ禍における日本の医療崩壊の危機を回避することを目的とし、事前に感染症に関する症状をスクリーニングすることで、医療機関側へアラートを届ける。受け取った医療機関側では、感染の可能性がある患者の来院に備えた対策をとることで、院内感染を予防できると考えられている。
さらに2021年3月からは、製薬会社大手のノバルティスファーマと提携し、LINEアカウント経由で心不全の早期発見・早期受診のサポートを開始した。心不全疑い生活者の早期発見および早期受診の促進を目的としており、症状検索エンジン「ユビー」において心不全との関連性が高い症状の回答があった場合に、循環器専門医リストが提示される。
2022年4月にはUS版 症状検索エンジン「ユビー」であるUbie AI Symptom Checker がリリースされ、海外の方でも使用可能になる。
2023年6月に累計の利用回数が1億回を突破。また、2020年4月のサービス提供開始から3周年を記念し、特設サイトを公開している。また、11月にはGoogle Play が主催する「Google Play ベスト オブ 2023」において、症状検索エンジン「ユビー」が「優れた AI 部門」の大賞を受賞している。
2024年5月に月間利用者数1000万人を突破し、俳優 賀来賢人を起用した新TVCM「ユビーくん」篇をオンエア開始している。
2025年3月に日本初の機能でマイナポータル連携機能を開始し、スマホで受診や調剤の最新記録をいつでもチェックが可能になる。

## 開発者の想い
共同開発者の阿部吉倫は、研修医時代から症状検索エンジン「ユビー」の構想をもっていた。当時、救急外来で当直をしていた阿部のもとへ、「2年前から下血を自覚していた中年男性」が患者として受診してきた。結果的に、この患者は大腸がんの骨転移を起こしており、40代という若さで亡くなってしまった。そのとき阿部は「2年前に下血に気付いたときに受診していれば、治療の選択肢はいくつもあったはず」と悔やんだ。
阿部は、「こうした事態をさけ、病気の早期発見・早期受診、そして早期治療が可能となる社会、患者（生活者）と医師の距離がもっと近付いた社会を築きたいという想いが、症状検索エンジン「ユビー」の開発につながった」と述べている。